# Simon Stadler
Simon Stadler (* 20. Juli 1983 in Heidelberg) ist ein ehemaliger deutscher Tennisspieler.

## Karriere
Stadler spielt seit 1990 Tennis. 2006 erreichte er das Hauptfeld des Turniers von Wimbledon, wo er David Ferrer unterlag. 2007 schlug Stadler in der ersten Runde der Gerry Weber Open in Halle seinen Landsmann Mischa Zverev mit 6:4 und 7:6 und erreichte damit das Achtelfinale. Dort unterlag er dem Russen Michail Juschny mit 4:6, 6:1 und 3:6. Im selben Jahr erreichte Stadler außerdem das Halbfinale des Challenger-Turniers in Lanzarote sowie jeweils das Viertelfinale bei den Challenger-Turnieren in Kyōto und Cardiff. 2008 qualifizierte sich Stadler als Qualifikant wiederum für das Hauptfeld in Wimbledon und schaltete dort in der ersten Runde überraschend den an Nummer 18 gesetzten Kroaten Ivo Karlović mit 4:6, 7:6 (7:4), 6:3, 7:5 aus. Anfang 2011 konnte sich Simon Stadler erstmals für die Australian Open qualifizieren. Seine bislang höchste Platzierung in der Weltrangliste erreichte Stadler am 23. Februar 2009 mit Rang 140. In der Bundesliga spielt Stadler für den TK Grün-Weiss Mannheim.
Seinen größten Karriereerfolg feierte Simon Stadler im Juli 2013 in Båstad, als er gemeinsam mit Nicholas Monroe die Doppelkonkurrenz des World-Tour-Turniers gegen Carlos Berlocq und Albert Ramos Viñolas gewann. Mit Monroe, mit dem er bis dahin vier Challenger-Turniere gewonnen hatte, war er im Februar desselben Jahres noch in Buenos Aires im Endspiel an den Italienern Fabio Fognini und Simone Bolelli gescheitert. In der Doppel-Weltrangliste wurde er nach dem Turniersieg auf Rang 62 gelistet, seine bis dahin höchste Platzierung. Mit Monroe erreichte er zwei Wochen später auch das World-Tour-Finale in Umag, in dem die beiden Martin Kližan und David Marrero im Match-Tie-Break mit 7:10 unterlagen. Im August sicherten sie sich noch den Titelgewinn beim Challenger-Turnier in San Marino. Stadler erreichte 2014 sowohl bei den Australian Open als auch den French Open die zweite Runde und verbesserte dabei zwischenzeitlich seine Karrierebestmarke in der Doppelweltrangliste im Februar auf Rang 52. Finalteilnahmen gelangen ihm dabei ebenso wenig wie in der darauffolgenden Saison. Erst 2016 stand er nochmal in einem Finale: mit Alexander Satschko gewann er im Juni das Challenger-Turnier in Blois. Zwei Monate später bestritt er sein letztes Profiturnier.

## Erfolge
| Legende (Anzahl der Siege)  |
| Grand Slam                  |
| ATP World Tour Finals       |
| ATP World Tour Masters 1000 |
| ATP World Tour 500          |
| ATP World Tour 250 (1)      |
| ATP Challenger Tour (17)    |

### Doppel

#### Turniersiege

##### ATP World Tour
| Nr. | Datum         | Turnier | Belag | Partner         | Finalgegner                         | Ergebnis         |
| --- | ------------- | ------- | ----- | --------------- | ----------------------------------- | ---------------- |
| 1.  | 14. Juli 2013 | Båstad  | Sand  | Nicholas Monroe | Carlos Berlocq Albert Ramos Viñolas | 6:2, 3:6, [10:3] |

##### ATP Challenger Tour
| Nr. | Datum              | Turnier             | Belag       | Partner            | Finalgegner                                | Ergebnis           |
| --- | ------------------ | ------------------- | ----------- | ------------------ | ------------------------------------------ | ------------------ |
| 1.  | 7. August 2005     | Saransk             | Sand        | Flavio Cipolla     | Konstantin Krawtschuk Alexander Kudrjawzew | 7:62, 4:6, 7:63    |
| 2.  | 9. September 2007  | Donezk              | Sand        | Philipp Petzschner | Patrick Briaud Nicholas Monroe             | 3:6, 7:5, [10:6]   |
| 3.  | 5. April 2009      | Saint-Brieuc        | Sand (i)    | David Martin       | Peter Luczak Joseph Sirianni               | 6:3, 6:2           |
| 4.  | 25. Oktober 2009   | Calabasas           | Hartplatz   | Santiago González  | Treat Conrad Huey Harsh Mankad             | 6:2, 5:7, [10:4]   |
| 5.  | 2. Mai 2010        | Rhodos              | Hartplatz   | Dustin Brown       | Jonathan Marray Jamie Murray               | 7:64, 6:74, [10:7] |
| 6.  | 27. Februar 2011   | Wolfsburg           | Teppich (i) | Matthias Bachinger | Dominik Meffert Frederik Nielsen           | 3:6, 7:63, [10:7]  |
| 7.  | 12. März 2011      | Kyōto               | Teppich (i) | Dominik Meffert    | Andre Begemann James Lemke                 | 7:5, 2:6, [10:7]   |
| 8.  | 22. April 2011     | Neapel              | Sand        | Travis Rettenmaier | Travis Parrott Andreas Siljeström          | 6:4, 6:4           |
| 9.  | 24. September 2011 | Izmir               | Hartplatz   | Travis Rettenmaier | Flavio Cipolla Thomas Fabbiano             | 6:0, 6:2           |
| 10. | 8. April 2012      | San Luis Potosí     | Sand        | Nicholas Monroe    | Andre Begemann Jordan Kerr                 | 3:6, 7:5, [10:7]   |
| 11. | 1. Juli 2012       | Mailand             | Sand        | Nicholas Monroe    | Andrei Golubew Juri Schtschukin            | 6:4, 3:6, [11:9]   |
| 12. | 22. Juli 2012      | Posen               | Sand        | Rameez Junaid      | Adam Hubble Nima Roshan                    | 6:3, 6:4           |
| 13. | 9. September 2012  | Alphen aan den Rijn | Sand        | Rameez Junaid      | Simon Greul Bastian Knittel                | 4:6, 6:1, [10:5]   |
| 14. | 4. November 2012   | Medellín            | Sand        | Nicholas Monroe    | Renzo Olivo Marco Trungelliti              | 6:4, 6:4           |
| 15. | 7. Juni 2013       | Prostějov           | Sand        | Nicholas Monroe    | Mateusz Kowalczyk Lukáš Rosol              | 6:4, 6:4           |
| 16. | 10. August 2013    | San Marino          | Sand        | Nicholas Monroe    | Daniele Bracciali Florin Mergea            | 6:2, 6:4           |
| 17. | 19. Juni 2016      | Blois               | Sand        | Alexander Satschko | Gong Maoxin Yasutaka Uchiyama              | 6:3, 7:62          |

### Doppel

#### Finalteilnahmen
| Nr. | Datum            | Turnier      | Belag | Partner         | Finalgegner                  | Ergebnis         |
| --- | ---------------- | ------------ | ----- | --------------- | ---------------------------- | ---------------- |
| 1.  | 24. Februar 2013 | Buenos Aires | Sand  | Nicholas Monroe | Simone Bolelli Fabio Fognini | 3:6, 2:6         |
| 2.  | 27. Juli 2013    | Umag         | Sand  | Nicholas Monroe | Martin Kližan David Marrero  | 1:6, 7:5, [7:10] |

## Grand-Slam-Bilanz

### Einzel
| Turnier1                   | 2016 | 2015 | 2014 | 2013 | 2012 | 2011 | 2010 | 2009 | 2008 | 2007 | 2006 | 2005 | 2004 | 2003 | 2002 | 2001 | 2000 | Gesamt |
| -------------------------- | ---- | ---- | ---- | ---- | ---- | ---- | ---- | ---- | ---- | ---- | ---- | ---- | ---- | ---- | ---- | ---- | ---- | ------ |
| Australian Open            | –    | –    | –    | –    | –    | 1R   | –    | –    | –    | –    | –    | –    | –    | –    | –    | –    | –    | 1R     |
| French Open                | –    | –    | –    | –    | –    | –    | –    | –    | –    | –    | –    | –    | –    | –    | –    | –    | –    | –      |
| Wimbledon                  | –    | –    | –    | –    | –    | –    | –    | –    | 3R   | –    | 1R   | –    | –    | –    | –    | –    | –    | 3R     |
| US Open                    | –    | –    | –    | –    | –    | –    | –    | –    | –    | –    | –    | –    | –    | –    | –    | –    | –    | –      |
| Gewonnene Einzel-Titel     | 0    | 0    | 0    | 0    | 0    | 0    | 0    | 0    | 0    | 0    | 0    | 0    | 0    | 0    | 0    | 0    | 0    | 0      |
| Gesamt-Siege/-Niederlagen2 | 0:0  | 0:0  | 0:0  | 0:0  | 0:0  | 0:1  | 0:1  | 0:0  | 4:4  | 2:3  | 0:1  | 0:0  | 0:0  | 0:0  | 0:0  | 0:0  | 0:0  | 6:10   |
| Jahresendposition          | –    | –    | –    | 950  | 909  | 335  | 265  | 227  | 147  | 196  | 248  | 319  | 691  | 729  | 533  | 860  | 901  | N/A    |

### Doppel
| Turnier1                   | 2016 | 2015 | 2014 | 2013  | 2012 | 2011 | 2010 | 2009 | 2008 | 2007 | 2006 | 2005 | 2004 | 2003 | 2002 | 2001 | 2000 | Gesamt |
| -------------------------- | ---- | ---- | ---- | ----- | ---- | ---- | ---- | ---- | ---- | ---- | ---- | ---- | ---- | ---- | ---- | ---- | ---- | ------ |
| Australian Open            | –    | –    | 2R   | 1R    | –    | –    | –    | –    | –    | –    | –    | –    | –    | –    | –    | –    | –    | 2R     |
| French Open                | –    | –    | 2R   | –     | –    | –    | –    | –    | –    | –    | –    | –    | –    | –    | –    | –    | –    | 2R     |
| Wimbledon                  | –    | –    | 1R   | 2R    | –    | –    | –    | –    | –    | –    | –    | –    | –    | –    | –    | –    | –    | 2R     |
| US Open                    | –    | –    | –    | 1R    | –    | –    | –    | –    | –    | –    | –    | –    | –    | –    | –    | –    | –    | 1R     |
| Gewonnene Doppel-Titel     | 0    | 0    | 0    | 1     | 0    | 0    | 0    | 0    | 0    | 0    | 0    | 0    | 0    | 0    | 0    | 0    | 0    | 1      |
| Gesamt-Siege/-Niederlagen2 | 0:1  | 0:0  | 3:9  | 11:14 | 1:1  | 0:0  | 0:0  | 0:0  | 1:1  | 0:0  | 0:0  | 0:0  | 0:0  | 0:0  | 0:1  | 0:1  | 0:0  | 16:28  |
| Jahresendposition          | 384  | 777  | 271  | 61    | 85   | 151  | 320  | 369  | 404  | 424  | 686  | 589  | 1004 | 640  | 273  | 781  | 1402 | N/A    |

Zeichenerklärung: S = Turniersieg; F, HF, VF, AF = Einzug ins Finale / Halbfinale / Viertelfinale / Achtelfinale; 1R, 2R, 3R = Ausscheiden in der 1. / 2. / 3. Hauptrunde bzw. Q1, Q2, Q3 = Ausscheiden in der 1. / 2. / 3. Qualifikationsrunde
1 Turnierresultat in Klammern bedeutet, dass der Spieler das Turnier noch nicht beendet hat; es zeigt seinen aktuellen Turnierstatus an. Nachdem der Spieler das Turnier beendet hat, wird die Klammer entfernt.

2 Stand: Saisonende 2016